# Ingeborg-Bachmann-Preis 2009
Der Ingeborg-Bachmann-Preis 2009 war der 33. Wettbewerb um den Literaturpreis im Rahmen der Tage der deutschsprachigen Literatur. Die Veranstaltung fand vom 25. bis 28. Juni 2009 im Klagenfurter ORF-Theater des Landesstudios Kärnten statt und wurde in diesem Jahr zum ersten Mal von Clarissa Stadler moderiert.

## Autoren

### Erster Lesetag
- Lorenz Langenegger: „Der Mann mit der Uhr“, vorgeschlagen von Alain Claude Sulzer
- Philipp Weiss: „Blätterliebe“, vorgeschlagen von Karin Fleischanderl
- Karsten Krampitz: Auszug aus der Novelle „Heimgehen“, vorgeschlagen von Hildegard Elisabeth Keller
- Bruno Preisendörfer: „Fifty Blues“, vorgeschlagen von Ijoma Mangold
- Christiane Neudecker: „Wo viel Licht ist“, vorgeschlagen von Meike Feßmann

### Zweiter Lesetag
- Linda Stift: „Die Welt der schönen Dinge“, vorgeschlagen von Karin Fleischanderl
- Ralf Bönt: Auszug aus der Novelle „Der Fotoeffekt“, vorgeschlagen von Meike Feßmann
- Karl-Gustav Ruch: „Hinter der Wand“, vorgeschlagen von Paul Jandl
- Jens Petersen: „Bis dass der Tod“, vorgeschlagen von Burkhard Spinnen
- Andreas Schäfer: „Auszeit“, vorgeschlagen von Alain Claude Sulzer

### Dritter Lesetag
- Gregor Sander: „Winterfisch“, vorgeschlagen von Hildegard Elisabeth Keller
- Andrea Winkler: „Aus dem Gras“, vorgeschlagen von Paul Jandl
- Katharina Born: „Fifty Fifty“, vorgeschlagen von Ijoma Mangold
- Caterina Satanik: „leben ist anders“ (Auszug), vorgeschlagen von Burkhard Spinnen

## Juroren
- Meike Feßmann
- Karin Fleischanderl
- Paul Jandl
- Hildegard Elisabeth Keller
- Ijoma Mangold
- Burkhard Spinnen (Juryvorsitz)
- Alain Claude Sulzer

## Preisträger
- Ingeborg-Bachmann-Preis (dotiert mit 25.000 Euro): Jens Petersen
- Kelag-Preis (dotiert mit 10.000 Euro): Ralf Bönt
- 3sat-Preis (7.500 Euro): Gregor Sander
- Ernst-Willner-Preis (7.000 Euro): Katharina Born
- Hypo-Group-Publikumspreis (dotiert mit 7.000 Euro): Karsten Krampitz